# Pristimantis skydmainos
Pristimantis skydmainos är en groddjursart som först beskrevs av Flores och Juan Manuel Rodriguez 1997.  Pristimantis skydmainos ingår i släktet Pristimantis och familjen Strabomantidae. IUCN kategoriserar arten globalt som livskraftig. Inga underarter finns listade i Catalogue of Life.